# Медведевский сельсовет (Московская область)
Медведевский сельсовет — упразднённая административно-территориальная единица, существовавшая на территории Московской губернии и Московской области до 1929 и 1934—1939 годах.
Медведевский сельсовет был образован в первые годы советской власти. По данным 1919 года он входил в состав Усмерской волости Бронницкого уезда Московской губернии.
В 1923 году к Медведевскому с/с был присоединён Силинский с/с, но в 1925 году он был выделен вновь.
По данным 1926 года в состав сельсовета входил 1 населённый пункт — деревня Медведево.
В 1929 году Медведевский с/с был упразднён, а его территория присоединена к Бессоновскому с/с.
19 января 1934 года Медведевский с/с был восстановлен в составе Виноградовского района Московской области путём выделения из Бессоновского с/с.
17 июля 1939 Медведевский с/с был упразднён. При этом его территория была передана в состав Бочевинского с/с.